# Эзи-Жуи
Эзи-Жуи́ (фр. Aizy-Jouy) — коммуна во Франции, находится в регионе Пикардия. Департамент коммуны — Эна. Входит в состав кантона Фер-ан-Тарденуа. Округ коммуны — Суасон.
Код INSEE коммуны — 02008.

## Население
Население коммуны на 2010 год составляло 287 человек.
| 1962 | 1968 | 1975 | 1982 | 1990 | 1999 | 2010 |
| ---- | ---- | ---- | ---- | ---- | ---- | ---- |
| 341  | 301  | 232  | 206  | 230  | 242  | 287  |

## Экономика
В 2010 году среди 180 человек трудоспособного возраста (15—64 лет) 140 были экономически активными, 40 — неактивными (показатель активности — 77,8 %, в 1999 году было 68,8 %). Из 140 активных жителей работали 126 человек (70 мужчин и 56 женщин), безработных было 14 (6 мужчин и 8 женщин). Среди 40 неактивных 10 человек были учениками или студентами, 14 — пенсионерами, 16 были неактивными по другим причинам.